# WICE Cloud Based CRM
WICE Cloud Based CRM (vormals WICE CRM-Groupware) ist eine aus Deutschland stammende webbasierte Software für das Customer-Relationship-Management. Sie wird seit 2001 von dem Hersteller, der WICE GmbH aus Hamburg, angeboten.

## Lizenz und Produktvarianten
WICE Cloud Based CRM wird sowohl on Demand als Software as a Service als auch für den InHouse-Betrieb auf eigener Hardware (On-Premises) angeboten. InHouse-Kunden erhalten den Quellcode und das Recht diesen für ihre Zwecke anzupassen. Nach Herstellerangaben wird das System im on-Demand-Betrieb ausschließlich in Deutschland gehostet.

## Module und Funktionen
WICE Cloud Based CRM bietet Module für das Adressmanagement, die Vorgangsverwaltung, Projektmanagement, Terminkalender und eine Wissensdatenbank für das Wissensmanagement. Mit dem Programm lassen sich Vertriebschancen und Angebote verwalten. Darüber hinaus bietet das Programm die Möglichkeit Rechnungen, offene Posten und Zahlungseingänge zu verwalten.
Über Plugin-Module kann der Funktionsumfang erweitert werden. So kann das System beispielsweise mit einem Customer Interaction Center zu einem Kundenportal ausgebaut werden.

## Auszeichnungen
WICE Cloud Based CRM wurde mehrfach der CRM-Zertifizierung von schwetz consulting unterzogen und hat dort 2011 49 von 50 möglichen Punkten erhalten. Insgesamt drei Kundenprojekte wurden mit dem CRM Best Practice Award (2005 und 2009 mit der Firma Concept 2 und 2011 mit der Firma A+B Solutions) ausgezeichnet. Im Jahr 2009 und 2012 wurde die Software für den Innovationspreis-IT nominiert.